# Secretaría General de Transportes Aéreo y Marítimo
La Secretaría General de Transportes Aéreo y Marítimo (SGTAM) de España es el órgano directivo del Ministerio de Transportes y Movilidad Sostenible, adscrito a la Secretaría de Estado de Transportes y Movilidad Sostenible, responsable de la ordenación general del transporte aéreo y marítimo.

## Historia
La Secretaría General de Transportes Aéreo y Marítimo se creó por Real Decreto de 5 de diciembre de 2023, reemplazando a la Secretaría General de Transportes en todo lo relativo al transporte aéreo y marítimo. Esta secretaría general se diseñó, al igual que su homóloga de Transporte Terrestre, para agrupar, en un solo órgano directivo, tanto las políticas respecto a la infraestructura de estos dos tipos de transporte terrestre como las políticas de ordenación e inspección de ambos medios de transporte.
Para ejercer las funciones anteriormente señaladas, se le adscribieron las direcciones generales de Aviación Civil y Marina Mercante, así como la AESA y Salvamento Marítimo.

## Estructura orgánica
De la Secretaría General dependen los siguientes órganos directivos:
- La Dirección General de Aviación Civil.
- La Dirección General de la Marina Mercante.
- El Gabinete Técnico, como órgano de coordinación, apoyo y asistencia inmediata al Secretario General, con nivel orgánico de subdirección general.

### Organismos adscritos
- La Agencia Estatal de Seguridad Aérea (AESA).
- La Sociedad de Salvamento y Seguridad Marítima (SASEMAR), comúnmente conocida como Salvamento Marítimo.
- La Comisión Nacional de Salvamento Marítimo.

## Titular
- Benito Núñez Quintanilla (2023-)[3]

## Presupuesto
La Secretaría General de Transportes Aéreo y Marítimo tiene un presupuesto asignado de 978 696 040 € para el año 2023. De acuerdo con los Presupuestos Generales del Estado para 2023 la SGTAM participa en ocho programas:
| Nº Programa                                | Programa | Dotación      | Ref.  |
| ------------------------------------------ | --- | ------------- | ----- |
| 441N                                       | Subvenciones y apoyo al transporte marítimo a través de la Dirección General de la Marina Mercante          | 83 948 920 €  | [ 4 ] |
| 441O                                       | Subvenciones y apoyo al transporte aéreo a través de la Dirección General de Aviación Civil                 | 573 860 050 € | [ 5 ] |
| 454M                                       | Regulación y seguridad del tráfico marítimo a través de la Dirección General de la Marina Mercante          | 36 868 810 €  | [ 6 ] |
| 455M                                       | Regulación y supervisión de la aviación civil a través de la Dirección General de Aviación Civil            | 10 541 280 €  | [ 7 ] |
| 455M                                       | Regulación y supervisión de la aviación civil a través de la Agencia Estatal de Seguridad Aérea             | 82 622 350 €  | [ 7 ] |
| 497M                                       | Salvamento y lucha contra la contaminación en la mar a través de la Dirección General de la Marina Mercante | 189 760 000 € | [ 8 ] |
| 000X                                       | Transferencias internas a través de la Agencia Estatal de Seguridad Aérea                                   | 1 094 630 €   | [ 9 ] |
| Total presupuesto de la Secretaría General | Total presupuesto de la Secretaría General                                                                  | 978 696 040 € |       |